# فری مولیبدیت
فرّی مولیبدیت  (به انگلیسی: Ferrimolybdite) با فرمول شیمیایی Fe2 3+[MoO4]3.7H2O از مجموعه کانی هاست و ازترکیب شیمیایی اش مشتق شده‌است. محلول در اسیدها و آمونیاک به راحتی ذوب می‌شود. Fe2O۳:۲۲٫۲۵٪  MoO۳:۶۰٫۱۷٪  H2O:۱۷٫۵۸٪  برای اولین بار در آمریکا (کلرادو) کشف شد و از نظر شکل بلور: سوزنی - فلسی، رنگ: زرد، شفافیت: غیر شفاف، جلا: الماسی - ابریشمی، رخ: کامل، سیستم تبلور: ارترومبیک و در رده‌بندی مولیبدنیت است  و منشأ تشکیل آن ثانوی است.
همایند کانی‌شناسی (پارانژ) آن - مولیبدنیت است
، از نظر ژیزمان بلوری - آگرگاتهای رشته‌ای، فلسی و خاکی فراوان است و بیشتر در آلمان شرقی، ایتالیا، اطریش، چک اسلواکی، استرالیا، روسیه، آمریکا و کانادا یافت می‌شود.

## منبع
- پردیس کشاورزی ایران